# Achille Rémy Percheron
Pour les articles homonymes, voir Percheron (homonymie).
Achille Rémy Percheron est un entomologiste français né le 25 janvier 1797 à Paris et mort à Paris 6e le 3 juin 1869.
Il analyse dans sa Bibliographie entomologique plus de 5 000 auteurs et 500 anonymes.

## Œuvres
- Avec Hippolyte Louis Gory (1800-1852), Monographie des cétoines et genres voisins (J.-B. Baillière, Paris, 1833) ;
- Avec Félix Édouard Guérin-Méneville (1799-1874), « Genera » des insectes, ou Exposition détaillée de tous les caractères propres à chacun des genres de cette classe d'animaux (Méquignon-Marvis père et fils, Paris, 1835) ;
- Monographie des passales et des genres qui en ont été séparés (J.-A. Mercklein, Paris, 1835) ;
- Bibliographie entomologique, comprenant l'indication par ordre alphabétique de noms d'auteurs : 1° des ouvrages entomologiques publiés en France et à l'étranger, depuis les temps les plus reculés jusques et y compris l'année 1834 ; 2e des monographies et mémoires contenus dans les recueils, journaux et collections académiques françaises et étrangères… suivie d'une table méthodique et chronologique des matières (deux volumes, J.-B. Baillière, Paris, 1837) ;
- Encyclopédie d'éducation, ou Exposition abrégée et par ordre de matières des sciences, des arts et des métiers… rédigée par une réunion de savants et de praticiens (Méquignon-Marvis père et fils, Paris, 1837).

## Source
- Jean Gouillard (2004). Histoire des entomologistes français, 1750-1950. Édition entièrement revue et augmentée. Boubée (Paris) : 287 p.